# Zidanta I
Zidanta I, Zidantas I – król hetycki z czasów istnienia królestwa starohetyckiego, panujący w latach ok. 1560-1550 p.n.e., następca Hantili I. Jedyne co o nim wiadomo, to że kazał zamordować Piseni, syna Hantili I, wyznaczonego na następcę tronu, oraz że sam zamordowany został przez Ammunę, swego syna.